# Benjamin Constant do Sul
Benjamin Constant do Sul es un municipio del estado de Rio Grande do Sul, Brasil. Pertenece a la Mesorregión Noroeste Rio-Grandense y a la Microrregión de Erechim. Teniendo su IDH en 0,666, posee el menor IDH del estado.